# Vassili Zviaguintsev
Pour les articles homonymes, voir Zviaguintsev.
Vassili Dmitrievitch Zviaguintsev (en russe : Василий Дмитриевич Звягинцев), né le 21 novembre 1944 à Grozny (Union soviétique) et mort le 30 avril 2016 à Stavropol (Russie), est un auteur russe de science fiction.

## Biographie
Diplômé de l'Institut de médecine de Stavropol, Vassili Zviaguintsev devient médecin d'ambulance, puis médecin militaire à l'île de Sakhaline. De retrour à Stavropol il se consacre pendant dix ans au travail syndical et politique au sein du Ministère de l'Intérieur de l'Union soviétique.
Il se passionne pour les écrits de Valentin Pikoul. Puis en 1973, à la lecture du roman Moonsund de Pikoul, il relève les inexactitudes historiques qui l’amènent à écrire à l'auteur une longue lettre critique. Pikoul lui répond et lui dédicace ses deux volumes de Parole et acte qui viennent de sortir.
Il commence à écrire dans les années 1980. Son œuvre la plus connue, Ulysse quitte Ithaque (Одиссей покидает Итаку), est composée de vingt romans uchroniques dont l'histoire se développe initialement en URSS et implique la confrontation entre l'espèce humaine et des extra-terrestres. Les premiers volets de ce cycle sont récompensés par le prix littéraire russe Aelita (en) et le prix Alexandre Beliaïev en 1993.

## Publications
- La confrérie de St. Andrew (Андреевское братство, 1997)